# Crotalaria ledermannii
Crotalaria ledermannii är en ärtväxtart som beskrevs av Baker f.. Crotalaria ledermannii ingår i släktet sunnhampor, och familjen ärtväxter. IUCN kategoriserar arten globalt som sårbar. Inga underarter finns listade i Catalogue of Life.